# Carl Max Klitgaard
 Ikke at forveksle med Carl Klitgaard (historiker).
Carl Max Klitgaard (født 31. januar 1892 i Randers, død 1. marts 1944 i Odense) var en dansk assurandør, proprietær og nazist. Onkel til modstandsmanden og kommunist Frede Klitgård.

## Liv og karriere
Carl Max Klitgaard blev født den 31. januar 1892 i Randers, faren skulle angiveligt have været socialist og derfor opkaldt sønnen efter Karl Marx. Den 14. november 1934 indmeldt i det danske nazist parti DNSAP, som han blev sysselleder for på Fyn.
Under besættelsen arbejdede Klitgaard som stikker og meddeler for det tyske politi Gestapo, på grund af modstandsbevægelsen opdagede han var stikker, blev han klokken 17:45 den 1. marts 1944 likvideret i Odense på hjørnet af Læssøegade 11 og Istedvænget, likvideringen foregik imens hans kone og datter så på.
Efter likvideringen af Klitgaard blev Petergruppen den 3. marts 1944 sat i aktion i Odense, som hævn for likvideringen af Klitgaard skulle Adjunkt ved Odense Katedralskole Niels Foged likvideres i sit hjem på Aarestrupvej, forsøget mislykkes dog. Samme aften bliver politistationen på Flakhaven i Odense udsat for et bombeattentat, som koster en dansk betjent livet. Aktionen var planlagt af Fritz Himmel, som fik hjælp af Otto Schwerdt samt to andre tyskere. Angrebet på politistationen var angiveligt ikke planlagt på forhånd, men blev foreslået af Himmel, efter at attentatet mod Foged var slået fejl.
Klitgaard var gift med Maria Sophia født Svendsen (1910-97).